# Leanid Dzeravjanka
Leanid Andrejevitj Dzeravjanka (belarusiska: Дзеравянка Леанід Андрэевіч; ryska: Леонид Андреевич Деревянко: Leonid Andrejevitj Derevjanko), född den 10 augusti 1949 i Mozyr i Vitryska SSR i Sovjetunionen (nu Mazyr i Belarus), är en belarusisk före detta kanotist och tränare som tävlade för Sovjetunionen.
Han tog bland annat VM-guld i K-4 10 000 meter i samband med sprintvärldsmästerskapen i kanotsport 1974 i Mexico City.